# Златен век (отличие)
Вижте пояснителната страница за други значения на Златен век.
„Златен век“ е почетен знак на Министерството на културата, който се присъжда за изключителен принос към българската култура и за развитие на културното сътрудничество.
Създаден е с Наредба № 2 от 11 април 2005 г. Тя е актуализирана на 15 октомври 2010 г., като определя нова визия на почетния знак.
- 1. Осемлъчна посребрена звезда с огърлие, прикрепена към позлатена розетка и миниатюра на знака – за награждаване на лица за постигнати изключително високи творчески резултати или за изключително големи заслуги за развитието и популяризирането на българската култура и изкуство.
- 2. Осемлъчна посребрена звезда без огърлие, прикрепена към позлатена розетка и миниатюра на знака – за награждаване на лица за постигнати високи творчески резултати или за особено големи заслуги за развитието и популяризирането на българската култура и изкуство.

Новата визия на почетния знак „Златен век“ е разработена от проф. Богомил Николов, ръководител на ателието за медална скулптура към Националната художествена академия.

## Носители
Информацията в раздела подлежи на допълване.

### 2005
На 24 Май, 2005 г. почетният знак и "Печат на Симеон Велики" е връчен на певицата Лили Иванова, поетите Ваня Петкова и Димитър Стефанов, писателите Богомил Райнов, акад. Антон Дончев, редакторът Иван Дечев, преводачите Иглика Василева и Никола Иванов, художниците Петър Доев, Христо Стефанов и Сашо Каменов, актьорите Татяна Лолова, Катя Динева, Катя Зехирева, Луна Давидова, Цонка Митева, Димитър Хаджийски, Таня Масалитинова, Никола Анастасов, Мирослав Миндов, цигуларят проф. Владимир Аврамов, композиторите Amaнас Бояджиев, Жул Леви, проф. Асен Диаманgueв и Милчо Левиев, музикологът проф.Илия Манолов, и диригентката Лиляна Бочева, за техния принос в развитието на българската култура и духовност.

### 2006
Присъжда се на българския скулптор и художник Ставри Калинов, за особен принос в развитието и популяризирането на българската култура и изкуство.

### 2007
На 13 ноември 2007 г. почетният знак е връчен на д-р Бернхард Бьолер, директор на Катедралния музей във Виена, и на директора на Националния църковен историко-археологически музей в София Никола Хаджиев.

### 2009
На 9 септември 2009 г. почетният знак е връчен на френския галерист и колекционер Жан-Пол Виллен.
На 1 декември 2009 г. почетният знак е връчен на испанските граждани Пере Серра и Бернардо Кетглас.

### 2010
На 14 май 2010 г. почетният знак е връчен на писателя Дончо Цончев.
На 11 юни 2010 г. почетният знак е връчен на китайския художник Зенг Фанжи и на модния дизайнер и колекционер на произведения на изкуството Томи Хилфигър.
На 3 август 2010 г. почетният знак е връчен на арменския посланик в България Сергей Манасарян.
На 13 септември 2010 г. почетният знак е връчен на посланика на Франция в България Етиен дьо Понсен и посланика на Япония в България Цунехаро Такеда.
На 3 октомври 2010 г. почетният знак е връчен на писателя Димитър Недков.
На 1 ноември 2010 г. с него са отличени режисьорът Теди Москов, художникът Божидар Бончев и дългогодишната директорка на Националната гимназия за древни езици и култури „Константин Кирил Философ“ Гергина Тончева, испанският посланик в България Хорхе Фуентес, норвежкият посланик в България Тове Скарстейн и посланикът на САЩ в България Джеймс Уорлик. , а по-рано, през май същата година, посмъртно е награден естрадният певец Емил Димитров.
На 13 декември 2010 г. с почетния знак са отличени музикантите от група „ФСБ“ (настоящите към този момент членове са Румен Бояджиев, Константин Цеков и Иван Лечев).

### 2012
На 4 септември 2012 г. е отличена Асмик Погосян, министър на културата на Армения.
На 1 ноември 2012 е отличен поетът Николай Дойнов, председател на Съюза на народните читалища

### 2013
На 20 май 2013 г. с почетен знак „Златен век“ с огърлие са отличени кинорежисьор Рангел Вълчанов и художественият ръководител на групата на Бистришките баби – Дина Колева. С почетен знак „Златен век“ – звезда са отличени поетът Калин Донков, изкуствоведите Бисера Йосифова и Ирина Мутафчиева, актьорите Марин Янев и Стефан Мавродиев. С почетен знак „Златен век“ – печат на Симеон Велики са отличени: певецът Мустафа Чаушев, художниците Божидар Икономов, Петър Чуклев и Никола Манев, режисьорът Светозар Донев, директорът на Националното музикално училище „Любомир Пипков“ Милка Митева, поетът Георги Борисов, хоровият диригент Валентин Бобевски и илюзионистите Астор – Антраник Арабаджиян и Корли – Никола Петров. Общо са отличени близо 50 артисти от различни изкуства и дейци на културата.
На 25 октомври 2013 г. с отличието „Златен век“ – звезда е награден джаз флейтистът, музикален педагог и композитор проф. Симеон Щерев.

### 2014
На 26 февруари 2014 г. е отличен Боян Радев, дарител и колекционер.
На 20 май 2014 г. с почетен знак „Златен век“ с огърлие са отличени оперният певец Никола Гюзелев (посмъртно), актьорите Васил Михайлов и Васил Димитров и оперетната певица Донка Шишманова. С почетен знак „Златен век“ – звезда са отличени етноложката проф. Мила Сантова и композиторът акад. Васил Казанджиев. С почетен знак „Златен век“ – печат на Симеон Велики са отличени 53 дейци на културата, сред които Маргарита Хранова, актрисата Лилия Маравиля, културни институции и меценати.
На 14 юли 2014 г. почетният знак е връчен на посланика на Франция в България Ксавие Лапер дьо Кабан. На същата дата са отличени с почетния знак „Златен век“ с огърлие и видните български скулптори проф. Величко Минеков и Павел Койчев, а с почетен знак „Златен век“ – звезда – директора на Държавна агенция „Национална сигурност“ (ДАНС) Владимир Писанчев, за неговите усилия, свързани с опазването на културно-историческото ни наследство.
На 5 август 2014 г. с отличието „Златен век“ – печат на Симеон Велики е награден художникът Симеон Спиридонов.
На 12 септември 2014 г. с отличието „Златен век“ – печат на Симеон Велики е награден режисьорът проф. Красимир Спасов.
На 30 септември 2014 г. с отличието „Златен век“ – печат на Симеон Велики са наградени режисьорите и сценаристи Димитър Петров и Илия Костов.

### 2019
На 28 май 2019 г. с отличието „Златен век“ в категория млад изпълнител и принос към балетното изкуство е наградена Анелия Димитрова.

### 2022
На 24ти Май, 2022, почетният знак е връчен на художникът Иван Вукадинов, и творци и артисти от различни области на изкуствата за техния принос в развитието на българската култура и духовност.

### 2024
На 1 ноември 2024 г., с отличието „Златен век“ – печат на Симеон Велики е награден поетът Петко Каневски.